# Vouzailles
Vouzailles ist eine französische Gemeinde mit 563 Einwohnern (Stand: 1. Januar 2022) im Département Vienne in der Region Nouvelle-Aquitaine (vor 2016: Poitou-Charentes); sie gehört zum Arrondissement Poitiers und zum Kanton Migné-Auxances (bis 2015: Kanton Mirebeau).

## Geographie
Vouzailles liegt etwa 23 Kilometer nordwestlich von Poitiers. Hier entspringt der Palu. Umgeben wird Vouzailles von den Nachbargemeinden Cuhon im Norden, Champigny en Rochereau im Osten, Maillé im Süden, Cherves im Westen und Südwesten, Maisonneuve im Westen sowie Massognes im Nordwesten.

## Bevölkerungsentwicklung
| Jahr                      | 1962 | 1968 | 1975 | 1982 | 1990 | 1999 | 2006 | 2013 |
| Einwohner                 | 548  | 508  | 471  | 458  | 435  | 444  | 486  | 590  |
| Quelle: Cassini und INSEE |      |      |      |      |      |      |      |      |